# James Healey (Politiker)
James Healey ist ein US-amerikanischer Politiker der Demokratischen Partei. Er war von 2012 bis 2014 Abgeordneter im Repräsentantenhaus von Nevada. Sein Nachfolger im Wahldistrikt wurde Brent A. Jones. Healey lebt in Las Vegas.